# Wiktor Grotowicz
Wiktor Grotowicz, właśc. Wiktor Swincow (ur. 23 października 1919 w Białymstoku, zm. 19 grudnia 1985 we Wrocławiu) – polski aktor.

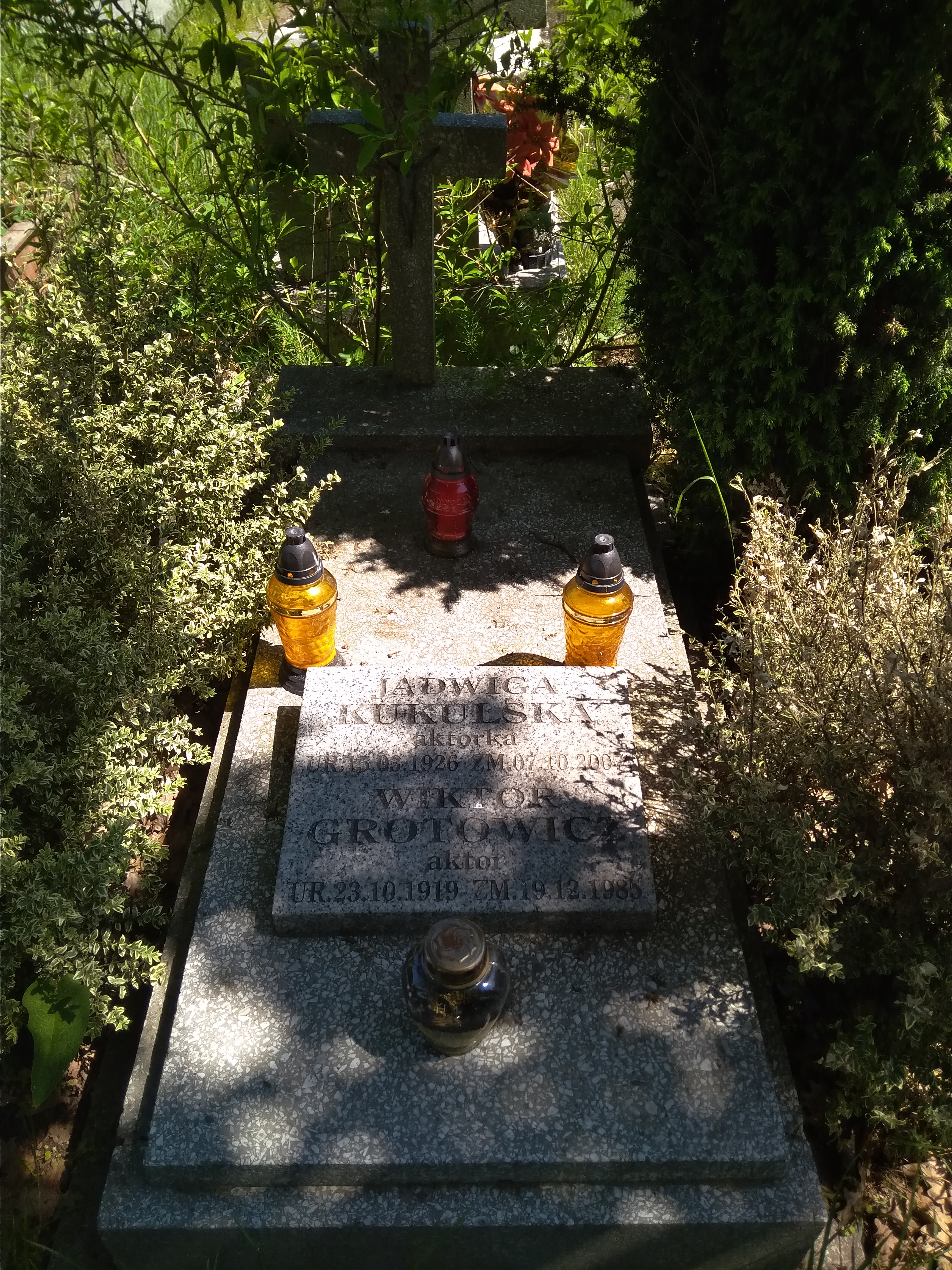
Grób Wiktora Grotowicza na Cmentarzu Osobowickim we Wrocławiu (pole 131, grób 402, rząd 6 od pola 149)

## Filmografia
- Przyłbice i kaptury (1985)
- Popielec (1982) (odc. 8)
- Dreszcze (1981)
- Najdłuższa wojna nowoczesnej Europy (1981) – Marcin Stychel, członek zarządu spółki (odc. 10)
- Misja (1980) – pracodawca Hasego
- Zamach stanu (1980)
- Znak orła (1977) – pisarz króla (odc. 5-7 i 14)
- Żołnierze wolności (1977) – gospodarz spotkania „Sobola” z działaczami PPR-u (cz. 1)
- Znaki szczególne (1976) – dyrektor naczelny budowy zapory
- Doktor Judym (1975)
- Akcja V (1973) – generał von Wachsheim
- Wesele (1972)
- Agent nr 1 (1971)
- Kolumbowie (1970)
- Pan Wołodyjowski (1969) – generał Potocki
- Stawka większa niż życie (1968) – generał Willmann
- Faraon (1965)
- Katastrofa (1965) – dyrektor Miejskiego Biura Projektów
- Giuseppe w Warszawie (1964)
- Pamiętnik pani Hanki (1963)
- Popiół i diament (1958)
- Pigułki dla Aurelii (1958)
- Niedaleko Warszawy (1954)